# 门洛帕克 (加利福尼亚州)
门洛帕克，又譯門洛帕克，美国加利福尼亞州聖馬刁縣東南部的一座城市。根据美国人口调查局2000年的人口普查，該市共有30,787人。值得一提的是，「加利福尼亞州門洛帕克」的名稱（約1850年）早於 湯瑪斯·愛迪生在新澤西州門洛帕克（約1876年）的實驗室。

## 地理
門洛帕克位於北緯37°27'，西經122°10'。（37.454188 -122.178579）。
根據美國人口調查局，門洛帕克佔的總面積有45.1平方公里（17.4 平方英里），當中陸地佔26.2平方公里（10.1平方英里），水域佔18.9平方公里（7.3平方英里），即41.88%。

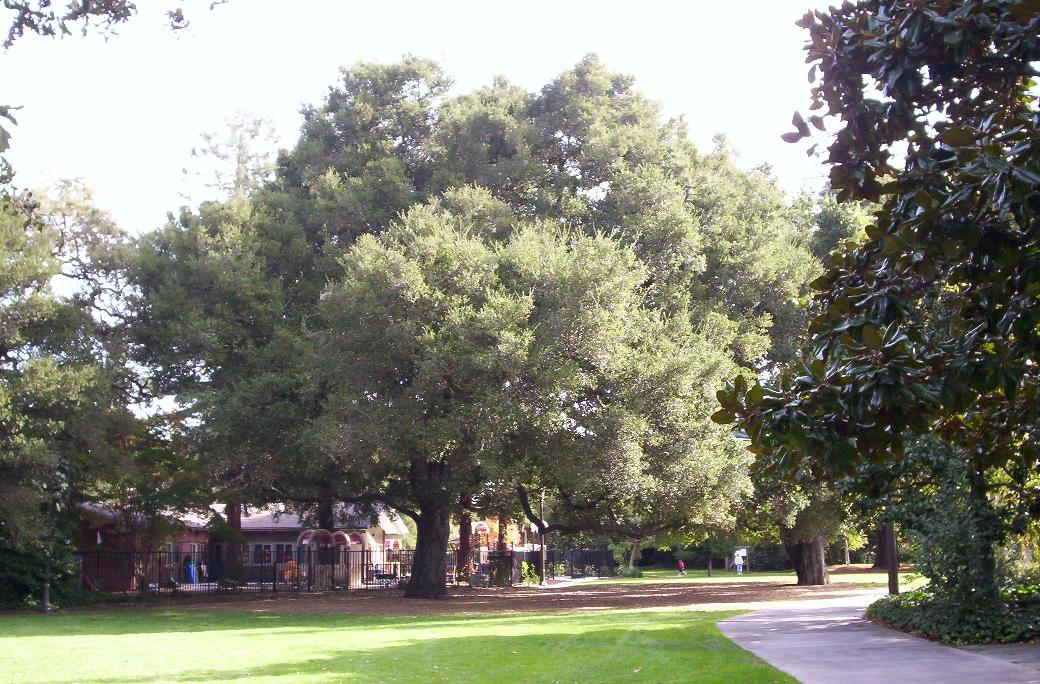
文娛中心裏的加州槲樹（學名：Quercus agrifolia）是門洛公園的市標

Santa Cruz大街是門洛帕克中心商務區的主街，而門洛中心正位處該大街與國王大道（El Camino Real）的交界。門洛帕克文娛中心被Ravenswood大街、Alma街、Laurel街和Burgess車道圍繞，那裏設有市議會辦公室、圖書館、警署和伯吉斯公園（Burgess Park）（設有各項康樂設施）。

## 人口

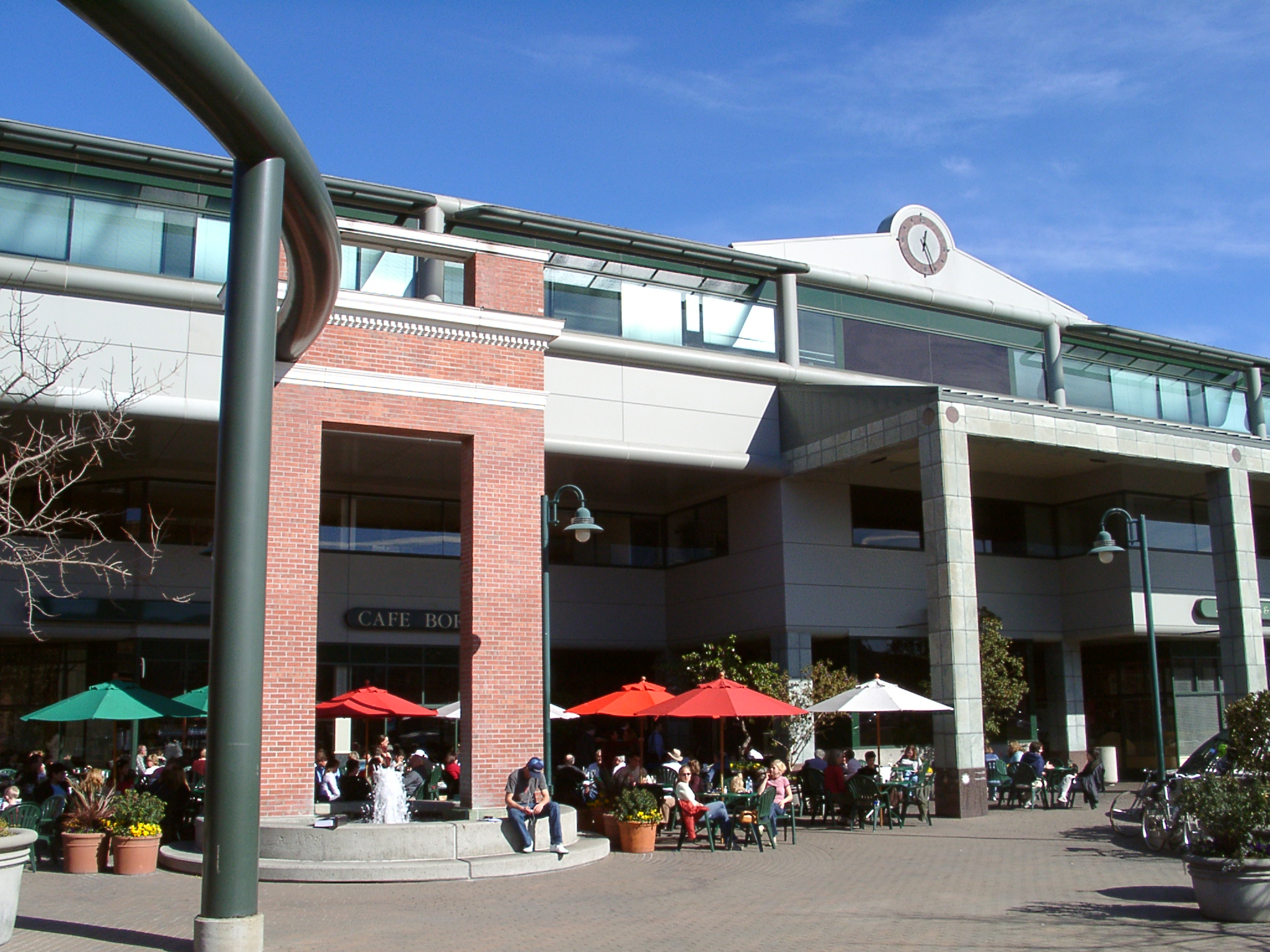
Cafe Borrone ，毗鄰門洛中心的凱普樂書店，是門洛帕克鬧市著名的午餐聚腳點

根據2000年人口普查，門洛帕克有30,785人、12,387戶，當中7,122個家庭在市內居住。人口密度是1,173.4人/平方公里（3,040.1人/平方英里）。該市有12,714個住屋單位，平均密度達484.6人/平方公里（1,255.5人/平方英里）。人口中，白人佔72.35%，亞洲人占7.15%，非裔美國人佔7.03%，美國原住民佔0.44%，太平洋島國人占1.26%，其他種族佔8.56%，而3.21%是混血兒。各種族中的西班牙人和拉丁美洲人共佔人口的15.60%。
在12,387戶中，有26.6%與未滿18歲孩童同住，43.2%是同住夫婦，8.5%是未婚獨居女性，42.5%是非原生家庭。戶籍中，32.1%是個體戶，11.4%是65歲或以上獨居長者。戶籍平均大小是2.41人，而家庭平均大小是3.12人。
人口分佈方面，未滿18歲人士佔21.9%, 18-24歲佔6.2%，25-44歲佔34.7%，45-64歲佔21.4%，65歲或以上佔而15.9%。年齡中位數是37歲，男女比例為每100個女性相對有94.0個男性，每100個18歲或以上女性相對有90.6個男性。
門洛帕克的戶籍收入中位數是84,609美元，而家庭收入中位數是105,550美元。男性收入中位數是79,766美元，而女性收入中位數是51,101美元。該市的人均收入是53,341美元，約有4.2%的家庭與6.9%的人口處於貧窮線下，當中8.8%未滿18歲，7.3%年屆64歲或以上。

## 特色
這裡是許多部門和著名大公司的所在地，包括：
- 美國地質調查局西部地區地理辦公室的所在地
- 沙丘路（Sand Hill Road）是矽谷不少風險投資公司的選址
- SRI國際（SRI International，前身為史丹福研究所）的所在地
- 史丹福線性加速器中心的所在地
- 《夕陽雜誌》（Sunset Magazine）的公司辦公室和展覽花園
- Google公司於1998年9月7日在當地創立（後來遷至山景城）
- 毗鄰史丹福大學和史丹福購物中心
- 聖派屈克神學院暨大學的所在地
- 福樂北加州（Fuller Northern California，福樂神學院的分校）的所在地
- Geron公司（Geron Corporation）的所在地。該公司是一家生化科技公司，專注於端粒（telomere）和幹細胞的研究
- 圓桌武士比薩（Round Table Pizza）第一家連鎖店的所在地
- 著名社交網站facebook的總公司所在地

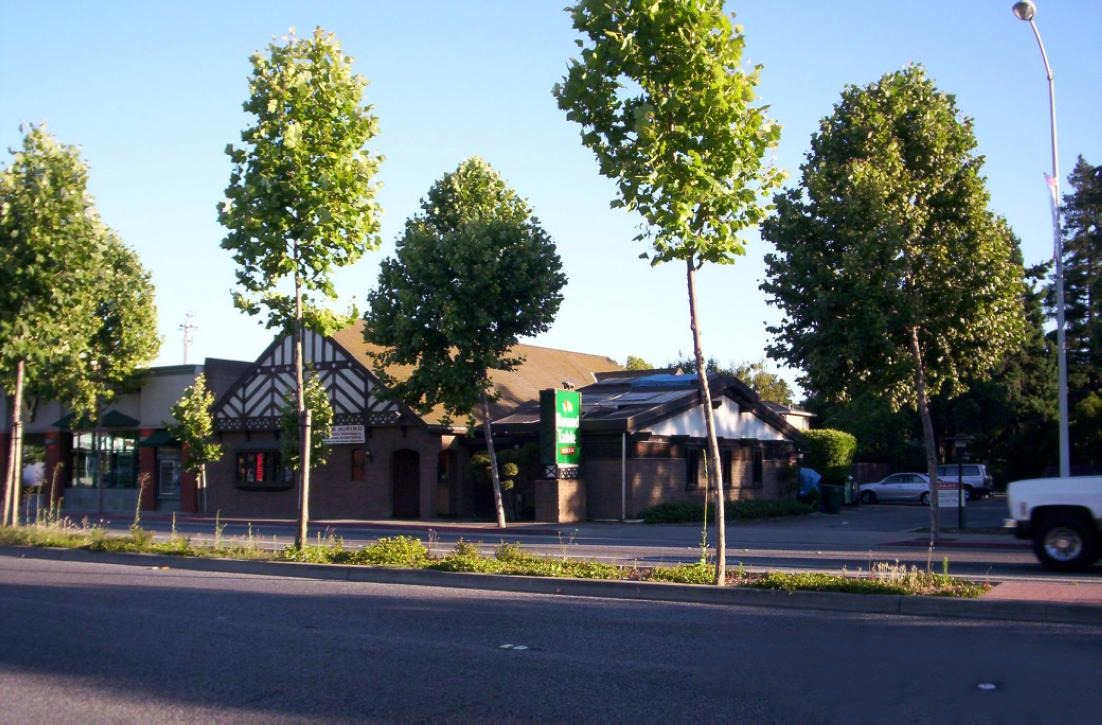
第一家圓桌武士比薩

### 歷史地標
- 門洛帕克運作中的门洛公园站，是加利福尼亞州歷史最悠久的火車站，獲列為美國國家歷史地標，編號955 （页面存档备份，存于）
- 門洛帕克的二十世紀民族藝術環境，獲列為美國國家歷史地標，編號939 （页面存档备份，存于）
- 美國史蹟地點國家註冊處列出了Barron-Latham-Hopkins Gate Lodge（編號8600195）、主誕堂[8]（編號80000855）、門洛帕克火車站（編號74000556）和磁學實驗室（USGS，編號94001647）

## 交通
由於門洛帕克鄰近史丹福大學，加上缺乏幹線或高速幹道接駁280號州際公路與101號美國國道，該市在高峰時間和上學時間會飽受嚴重的交通擠塞。該市的幹線網絡大部分是由雙線道路組成。
門洛帕克制定了針對上午2時-5時在住宅街道停車的政策，由門洛帕克警察部在每晚執行。車輛初犯時會受到一次警告，若然再犯，就會被處罰35美元的告票。居住在市內某些公寓大樓的居民，由於大樓缺乏充足的居民停車位，他們須購買全年停車許可證。每6個月，居民須為賓客購買50張停車許可證（2005年4月，賓客許可證收費10美元，每包有5張）。殘疾人士車輛可獲豁免。

## 著名居民
- 亨利·考埃爾（作曲家，1897年─1965年）
- 林賽·白金漢（Lindsey Buckingham，音樂家，1949年─）
- 史蒂薇尼·克斯（Stevie Nicks，音樂家，1948年─）
- 柯妮·托恩-史密斯（Courtney Thorne-Smith，女演員，1967年─）
- 瓊斯·瑪瑞（Josie Maran，模特兒, 1978年─）
- 南茜·法墨（Nancy Farmer，作家）
- Phar Lap（英语：Phar Lap）（賽馬）
- 米尔顿·莱瑟姆（鐵路大亨，政治家，加利福尼亞州州長，5日的最短任期）

## 外部連結
- 門洛帕克市 （页面存档备份，存于）（英文）
- 門洛帕克圖書館 （页面存档备份，存于）（英文）
- 門洛帕克圖書館基金 （页面存档备份，存于）（英文）
- 門洛帕克商会 （页面存档备份，存于）（英文）